# Zofia Mellerowa
Zofia Mellerowa, ps. „Wiktor Burzan” (ur. 1848 lub 1846 w Warszawie, zm. 29 stycznia 1908 tamże) – polska autorka dramatów i tłumaczka, działająca w epoce pozytywizmu.

## Życiorys
Zofia Mellerowa pochodziła w rodziny greckich przemysłowców Vergi. Wykształcenie zdobywała w Warszawie. Około 1864 wyszła za mąż za Jana Mellera, korepetytora i dyrygenta chórów opery warszawskiej. W 1864 rozpoczęła działalność literacką, tłumacząc komedie francuskie dla teatrów, m.in. autorów takich jak: Octave Feuillet (Siwy włos, Popielnica) i Delphine Gay (Kapelusz zegarmistrza). W 1867 debiutowała własną sztuką Złote runo. W kolejnych latach napisała wiele jednoaktówek, z których część nie została wydana drukiem. Niektóre ze sztuk Mellerowej zostały wyróżnione na konkursach dramatycznych. Największą popularnością cieszyły się przygotowane razem z Janem Galasiewiczem dramatyczne przeróbki dzieł Józefa Ignacego Kraszewskiego i Henryka Sienkiewicza. W latach 70. XIX w. prowadziła w Warszawie salon skupiający ludzi ze sfer literacko-teatralnych. W latach 1893–1894 publikowała w pismach warszawskich korespondencje z podróży do Włoch.
Pochowana na cmentarzu ewangelicko-augsburskim w Warszawie (aleja 17, miejsce 23)

## Twórczość
Twórczość własna
- Złote runo – obraz dramatyczny w 3 aktach, wyst. Warszawa, Lwów 1867
- Postanowienia – komedia w 1 akcie, wyst. Warszawa 1869, wyd. Komedie i monologi oryginalne i tłumaczone Warszawa 1891[2], wyd. osobne Warszawa [1901]
- Zyzio – komedia w 3 aktach, wyst. Kraków 1873, Warszawa 1874
- Grochowe wianki – opowiadanie, Warszawa 1874
- Dwie miary – komedia w 1 akcie, wyst. Kraków, Warszawa 1876
- Fałszywe blaski – komedia w 1 akcie, wyst. Warszawa, Kraków 1876, odznaczona na konkursie Teatrów Rządowych Warszawskich w 1876, przekł. rosyjski 1883
- Straduję! – komedia w 1 akcie, wyst. Warszawa 1882, wyd. Warszawa 1883
- Uwięziona – komedia w 1 akcie, wyst. Warszawa 1883, wyd. Warszawa 1884[3]
- Chata za wsią – dramat ludowy w 5 aktach ze śpiewami i tańcami, na podstawie powieści J.I. Kraszewskiego, muzyka Zygmunta Noskowskiego, wyst. Warszawa, Kraków 1884, wyd. Poznań 1912[4], współautor: J. Galasiewicz
- Dziewczę z chaty za wsią – obraz ludowy w 5 aktach, na podstawie powieści J.I. Kraszewskiego, muzyka Z. Noskowskiego, wyst. Warszawa 1886, wyd. Poznań 1927[5], współautor: J. Galasiewicz
- Pan Zołzikiewicz – obraz dramatyczny w 5 odsłonach ze śpiewami i tańcami, na podstawie noweli H. Sienkiewicza Szkice węglem, muzyka Z. Noskowskiego, wyst. Warszawa 1881, wyd. Poznań 1915[6], współautor: J. Galasiewicz

Przekłady
- Alfred de Musset: Nie można przewidzieć wszystkiego. Przysłowie dramatyczne w 1 akcie, Warszawa 1872
- Ernst Wichert: Post festum. Komedia w 1 akcie, Warszawa 1894